# فنجانکی‌ها
فنجانکی‌ها (نام علمی: Cyathea) نام یک سرده از تیره فنجانکیان است.